# زالومون كوك
زالومون كوك هو سياسي بلجيكي، ولد في 1953.